# Moulines (Manche)
Moulines és un municipi francès situat al departament de la Manche i a la regió de Normandia. L'any 2007 tenia 302 habitants.

## Demografia

### Població
El 2007 la població de fet de Moulines era de 302 persones. Hi havia 116 famílies de les quals 24 eren unipersonals (16 homes vivint sols i 8 dones vivint soles), 44 parelles sense fills i 48 parelles amb fills.
La població ha evolucionat segons el següent gràfic:
Habitants censats

### Habitatges
El 2007 hi havia 139 habitatges, 117 eren l'habitatge principal de la família, 10 eren segones residències i 12 estaven desocupats. 138 eren cases i 1 era un apartament. Dels 117 habitatges principals, 84 estaven ocupats pels seus propietaris, 30 estaven llogats i ocupats pels llogaters i 3 estaven cedits a títol gratuït; 5 tenien dues cambres, 13 en tenien tres, 32 en tenien quatre i 67 en tenien cinc o més. 102 habitatges disposaven pel capbaix d'una plaça de pàrquing. A 53 habitatges hi havia un automòbil i a 56 n'hi havia dos o més.

### Piràmide de població
La piràmide de població per edats i sexe el 2009 era:
| Homes | Edats   | Dones |
| ----- | ------- | ----- |
| 0     | 95 o +  | 0     |
| 0     | 90 a 94 | 0     |
| 8     | 85 a 89 | 0     |
| 0     | 80 a 84 | 0     |
| 8     | 75 a 79 | 8     |
| 8     | 70 a 74 | 0     |
| 12    | 65 a 69 | 12    |
| 4     | 60 a 64 | 16    |
| 4     | 55 a 59 | 4     |
| 4     | 50 a 54 | 8     |
| 8     | 45 a 49 | 12    |
| 16    | 40 a 44 | 8     |
| 12    | 35 a 39 | 20    |
| 16    | 30 a 34 | 12    |
| 0     | 25 a 29 | 4     |
| 4     | 20 a 24 | 8     |
| 8     | 15 a 19 | 16    |
| 12    | 10 a 14 | 12    |
| 12    | 5 a 9   | 16    |
| 4     | 0 a 4   | 4     |

## Economia
El 2007 la població en edat de treballar era de 183 persones, 149 eren actives i 34 eren inactives. De les 149 persones actives 147 estaven ocupades (80 homes i 67 dones) i 2 estaven aturades (2 dones i 2 dones). De les 34 persones inactives 12 estaven jubilades, 13 estaven estudiant i 9 estaven classificades com a «altres inactius».

### Ingressos
El 2009 a Moulines hi havia 113 unitats fiscals que integraven 295 persones, la mediana anual d'ingressos fiscals per persona era de 15.226 €.

### Activitats econòmiques
Dels 10 establiments que hi havia el 2007, 1 era d'una empresa alimentària, 1 d'una empresa de fabricació de material elèctric, 1 d'una empresa de fabricació d'elements pel transport, 1 d'una empresa de fabricació d'altres productes industrials, 3 d'empreses de construcció, 1 d'una empresa de comerç i reparació d'automòbils i 2 d'empreses financeres.
Dels 4 establiments de servei als particulars que hi havia el 2009, 1 era una oficina bancària, 1 paleta, 1 fusteria i 1 lampisteria.
L'any 2000 a Moulines hi havia 27 explotacions agrícoles que ocupaven un total de 495 hectàrees.

## Poblacions més properes
El següent diagrama mostra les poblacions més properes.